# Codex Sangallensis 48

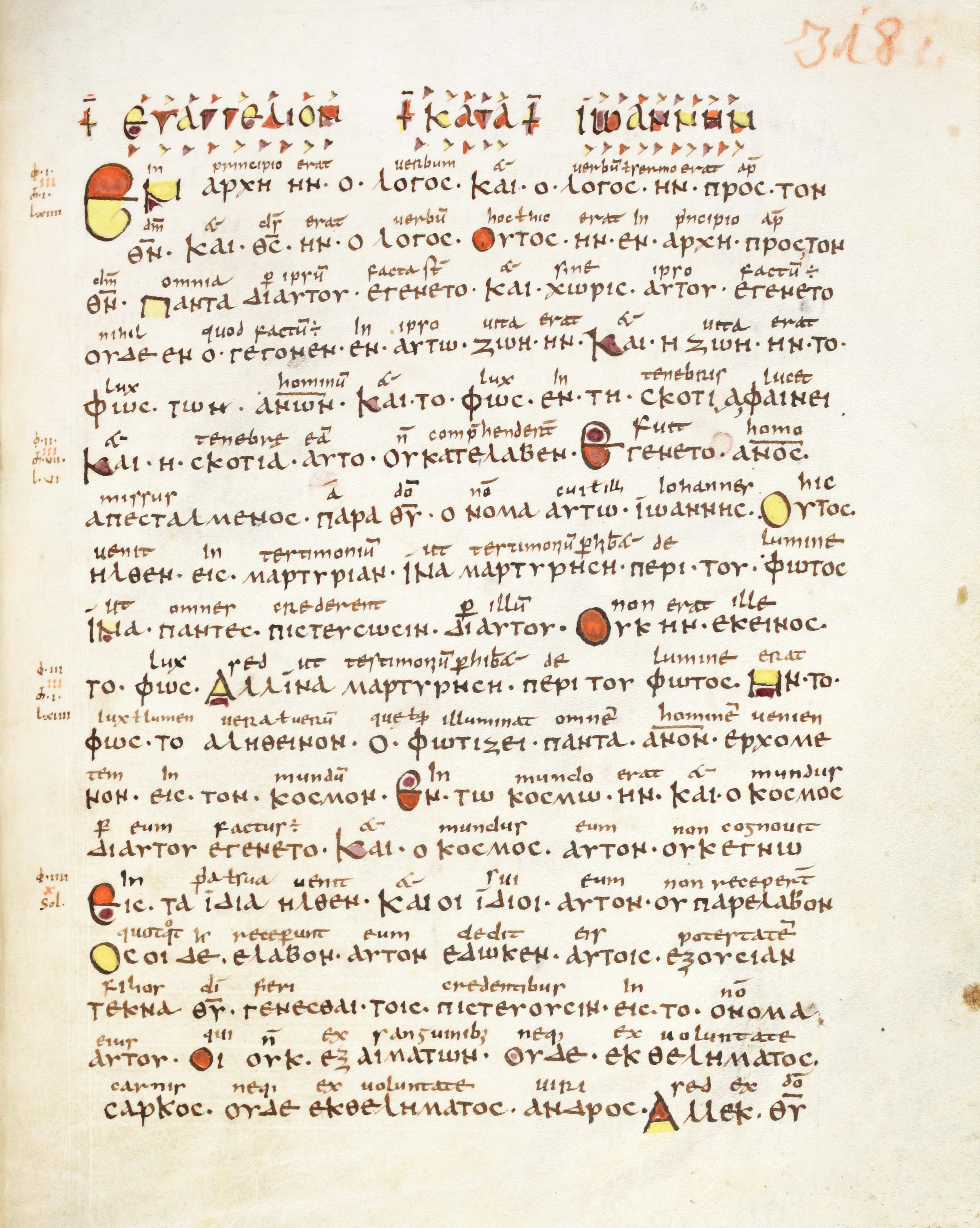
Codex Sangallensis 48

El Codex Sangallensis 48 (Sankt Gallen, Abadía de San Galo (48); Gregory-Aland no. Δ  o 037; ε 76 (von Soden)) es un manuscrito uncial del siglo IX. El códice contiene los cuatro Evangelios, con laguna en Juan 19,17-35.

## Descripción
El códice consiste de un total de 198 folios de 23 x 18,5 cm. El texto está escrito en una sola columna por página, con entre 17-18 líneas por columna.
El texto griego de este códice es una representación del tipo textual bizantino (alexandrino en Evangelio de Marcos). Kurt Aland lo ubicó en la Categoría V (III en Marcos).